# 荒川邦寿
荒川邦寿（あらかわ くにひさ、1928年12月7日- ）は、日本の会計学者、立教大学名誉教授。
新潟県西蒲原郡弥彦村出身。立教大学経済学部卒、中央大学大学院商学研究科博士課程満期退学、71年「アメリカ「現代会計理論」の研究」で商学博士。西南学院大学講師、助教授、立教大学経済学部助教授、教授。94年定年、名誉教授、国士舘大学教授。2003年退任。

## 著書
- 『世界企業への挑戦 現地にみる日本企業の海外進出』新評論 1971
- 『簿記会計総論』税務経理協会 1971
- 『企業会計の基礎理論』ミネルヴァ書房 経営経済学選書 1972
- 『現代の経営分析』中央経済社 1973
- 『会計学通論』同文館出版 1978
- 『企業診断分析』中央経済社 1978
- 『簿記会計通論』中央経済社 1981
- 『イラスト・図解会計学レポート』第三出版 1988
- 『財務諸表分析レポート イラスト・図解』東京経済情報出版 1990
- 『パソコンによる会計情報解析入門』東京経済情報出版 1993

### 共編著
- 『企業簿記の制度と構造』市川深、篠原三郎,根本光明共著 新評論 1967
- 『会計学概説』編 南雲堂深山社 1972
- 『現代日本の株式会社』野口祐,片山伍一共編著 南雲堂深山社 1973
- 『現代財務諸表論』遠藤孝共編著 日本評論社 経営会計全書 1975
- 『高等簿記会計』編 南雲堂深山社 1975
- 『会社合併・分割の会計』編著 中央経済社 1983
- 『現代の会計システム』編著 税務経理協会 1997

## 論文
- <荒川邦寿